# Galerie d'art Beaverbrook
Le Musée des beaux-arts Beaverbrook est le musée d'art provincial du Nouveau-Brunswick (Canada). Elle est située dans la capitale, Fredericton. La galerie a été fondée en 1958 par Max Aitken, 1er baron de Beaverbrook. Ses deux œuvres les plus connues sont Santiago el Grande de Salvador Dalí et The Fountain of Indolence (en) de Joseph Mallord William Turner.